# Elena Köpke
Elena Köpke, née Elena Levouchkina (en russe : Елена Сергеевна Лёвушкина ; orthographe FIDE Elena Levushkina ; née le 27 février 1984 à Tachkent, en RSS d'Ouzbékistan) est une joueuse d'échecs allemande.

## Biographie
Elena Köpke apprend à jouer aux échecs à l'âge de six ans au Palais des pionniers de Tachkent, en URSS. Elle est d'abord formée par Larissa et Sergeï Pinchouk, puis par le maître international Vladimir Egin de 1998 à 2002.
Elena Köpke vit à Munich depuis 2002 et joue pour l'Allemagne depuis 2004. Elle est titulaire d'un doctorat en linguistique informatique et s'est mariée au maître international Christian Köpke.

## Palmarès en compétition de jeunes
Elena Köpke remporte à sept reprises le championnat d'Ouzbékistan d'échecs dans diverses catégories d'âge chez les jeunes filles. Elle réalise une bonne performance lors du championnat du monde d'échecs des filles, en 1998 en se classant cinquième dans la catégorie des filles de moins de 14 ans et en 2000 en se classant septième dans la catégorie des filles de moins de 16 ans. Les deux compétitions se sont déroulées en Espagne. 
Toujours en 2000, Elena Köpke atteint la cinquième place dans la catégorie des filles de moins de 20 ans lors du championnat d'Asie d'échecs qui se déroule à Bombay, en Inde. L'année suivante, elle devient maître international féminin (MIF). Elle termine aussi neuvième au championnat d'Asie féminin qui se déroule à Chennai, en Inde, ce qui lui permet de se qualifier pour le championnat du monde.
En 2006 Elena Levushkina remporte le championnat de Bavière d'échecs dans la catégorie des jeunes de moins de 25 ans et a termine troisième au classement général du championnat. En juillet 2007, elle devient grand maître international féminin (GMF). En 2014, elle remporte le 9e Open international de Pâques à Bad Ragaz, en Suisse.

## Parcours en équipe nationale

### Parcours avec l'équipe nationale d'Ouzbékistan
Elena Köpke joue avec l'équipe nationale d'Ouzbékistan sous son nom de jeune fille, Levushkina, lors de l'olympiade d'échecs  féminines en 2000, au troisième échiquier lors de la 34e olympiade d'échecs qui se déroule à Istanbul, en Turquie (7 victoires (+7), 5 match nul (=5), 2 défaites (-2)).

### Parcours avec l'équipe nationale d'Allemagne

#### Parcours lors des olympiades d'échecs
Elena Köpke joue avec l'équipe nationale allemande : 
- en 2010, au troisième échiquier lors de la 39e olympiade d'échecs qui se déroule à Khanty-Mansiïsk, en Russie (+4, =2, -3)[7],
- en 2012, à l'échiquier de réserve lors de la 40e olympiade d'échecs qui se déroule à Istanbul, en Turquie (+4, =0, -2)[7].

#### Parcours lors du championnat d'Europe d'échecs des nations
Elena Köpke atteint la huitième place avec l'équipe allemande lors du championnat d' Europe des nations féminin qui se déroule à Porto Carras, en Grèce.

## Parcours en club
Elena Köpke joue pour le SC Tarrasch 1945 Munich et, en Première Bundesliga féminine de 2002 à 2009, pour le Weiss-Blau Allianz Leipzig. Ensuite, de 2011 à 2016, elle joue pour le Schachfreunde 1891 Friedberg, club avec lequel elle obtient son meilleur résultat : une deuxième place au classement général de l'élite lors de la saison 2012/2013. Elle joue aussi pour le club allemand de SC Garching en deuxième division allemande. Depuis 2016, elle joue aussi en tant que joueuse invitée au Schachfreunde Deizisau, en première division allemande (Première Bundeslliga). 
Elena Köpke joue aussi dans l'élite du championnat autrichien des clubs, la Première Bundesliga autrichienne. Lors de la saison 2011/12, elle défend les couleurs du club Kufstein / Wörgl . Lors de la saison 2019/2020,elle joue en Bundesliga féminine autrichienne pour le club Mayrhofen / Zell / Zillertal.

## Titres internationaux décernés par la FIDE
Elena Köpke devient maître international féminin (MIF) en 2001. Elle obtient officiellement le titre de grand maître international féminin (GMF) en juillet 2007.